# Update (加藤英美里の曲)
「update」（アップデート）は、加藤英美里の1枚目のシングル。2009年8月19日にポニーキャニオンから発売された。

## 解説
「もってけ!セーラーふく」等の過去にキャラクター名義でリリースした楽曲を除くと、今作が自身の名義でリリースした最初のシングルになる。1stアルバム『vivid』を先に出しているため、この2曲は2ndアルバム『One girl』へ収録されている。
2ndアルバム「One girl」同時進行で制作され、楽曲自体も複数の候補から選ばれた。表題の「update」は、人間の細胞が30日周期で生まれ変わる事に因み、自身も30日毎にアップデートしたいという願望から付けられた。尚PVと特設サイトの動画メッセージは青木ヶ原周辺のスタジオで撮影された。

## 収録曲
1. update [3:33] 
作詞:只野菜摘、作曲・編曲:西岡和哉
ミディアム系のロックチューン。AメロとBメロでトーンを下げている分、サビでは高めに歌っている[1]。曲の内容は、自分に不幸な事が起こってもめげずに自分を塗り替えるというもので、詞にもリップグロスを塗る等の表現が取り入れられている[1]。
2. 右手と左手 [3:29] 
作詞・作曲:イズミカワソラ、編曲:佐々木章
普段の加藤のテンションに近い明るい楽曲
当初は『vivid』の収録曲の候補に挙がっていたものの、結局収録されなかったため、本作の制作が決定した祭に「歌いたいです。」と懇願し、収録される運びとなった[1]。
「upadete」と同じく前向きな女の子を歌っているが、「update」が自分で道を切り開く様子を歌っているのに対し、この曲では「一緒に手を取り合って頑張ろうよ」がテーマになっている[1]。
3. update（off vocal）
4. 右手と左手（off vocal）

## 収録アルバム
| 曲名       | 収録アルバム | 発売日       | 備考                  |
| ---------- | ------------ | ------------ | --------------------- |
| update     | 『One girl』 | 2009年9月2日 | 2ndオリジナルアルバム |
| 右手と左手 | 『One girl』 | 2009年9月2日 | 2ndオリジナルアルバム |